# Patrick Friesacher
Patrick Friesacher (* 26. September 1980 in Wolfsberg, Kärnten) ist ein ehemaliger österreichischer Automobilrennfahrer. 2005 fuhr er elf Grand-Prix-Rennen in der Formel 1.

## Karriere
Eine vielversprechende Rennfahrerkarriere schien bereits vorbei zu sein, als Friesacher 1997 einen schweren Kart-Unfall erlitt. Zwei gebrochene Beine bedingten sechs Wochen Krankenhausaufenthalt und weitere sieben Wochen im Rollstuhl. Nach Rehabilitation bei Willi Dungl – er musste erst wieder laufen lernen – konnte er seine Karriere fortsetzen und wechselte in den Formelsport. Nachdem er 1998 den dritten Platz in der französischen Formel Campus belegt hatte, wurde er 1999 Dritter in der Klasse B der französischen Formel-3-Meisterschaft. 2000 wechselte Friesacher in die deutsche Formel-3-Meisterschaft und belegte den sechsten Gesamtrang.
2001 wechselte Friesacher in die Formel 3000. Für das von RSM Marko betreute Red Bull Junior Team startend, wurde er 13. in der Gesamtwertung. In seiner zweiten Saison blieb Friesacher bei seinem Team und verbesserte sich auf den zehnten Gesamtrang. 2003 bestritt Friesacher seine dritte Saison in der Formel 3000 und startete erneut für das Red Bull Junior Team, das inzwischen von Coloni Motorsport betreut wurde. Nachdem Friesacher nach einem Bruch der linken Elle zwei Rennen hatte auslassen müssen, gewann er in Budapest sein erstes Rennen. Mit weiteren drei Podest-Platzierungen belegte er in der Gesamtwertung hinter seinem Teamkollegen Vitantonio Liuzzi den fünften Gesamtrang. 2004 blieb Friesacher in der Formel 3000. Nachdem er die ersten vier Rennen für Super Nova Racing gefahren war, wechselte er zu Coloni Motorsport und gewann erneut das Rennen in Budapest. Wie im Vorjahr wurde Friesacher Fünfter im Gesamtklassement.

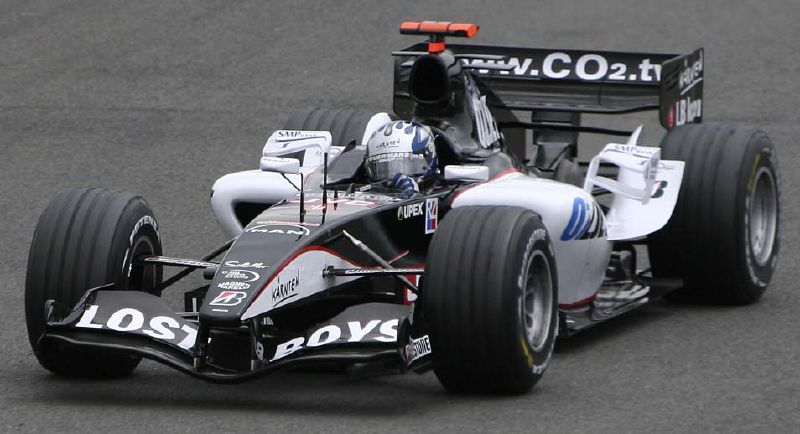
Friesacher bestritt beim Großen Preis von Großbritannien 2005 sein letztes Formel-1-Rennen.

Nach vier Jahren in der Formel 3000 gelang Friesacher der Sprung in die Königsklasse Formel 1. Er erhielt für die Formel-1-Weltmeisterschaft 2005 einen Vertrag beim finanzschwachen Minardi-Team als Teamkollege von Christijan Albers. Beim Großen Preis der USA 2005 in Indianapolis holte Friesacher am 19. Juni 2005 als sechster von sechs gestarteten Piloten seine ersten WM-Punkte. Im Juli 2005 endete seine Rennsaison nach elf Rennen infolge ausstehender Sponsorzahlungen an Minardi vorzeitig. Er musste seinen Platz ab dem Großen Preis von Deutschland für den Niederländer Robert Doornbos, bisher Jordan-Testpilot, freimachen.
Nachdem sein Formel-1-Engagement beendet war, nahm Friesacher an zwei Rennen der A1GP-Saison 2005/2006 teil. 2007 hatte Friesacher keine Renneinsätze. Nach einer Meldung des Fernsehsenders Premiere fuhr er den Minardi-Formel-1-Zweisitzer mit Gästen an Bord im Vorprogramm der Champ-Car-Rennen.
Für 2008 gab es wieder ein Renncockpit. Friesacher fuhr für das Team Risi Competizione ab dem Rennen in Saint Petersburg einen Ferrari 430 GT in der American Le Mans Series. Sein Teamkollege war der Amerikaner Harrison Brix. Außerdem fuhr im Schwester-Auto ein weiterer Ex-Formel-1-Pilot, Mika Salo. Nach dem Ende dieses Engagements ging Friesacher in keiner Rennserie mehr an den Start.
2008 war Friesacher noch als Testfahrer für das neue A1GP-Auto im Einsatz. Dabei verunglückte er in Magny-Cours nach dem Bruch einer Strebe der hinteren rechten Radaufhängung in der schnellen Estoril-Passage und brach sich drei Brustwirbel.
Im Januar 2010 wurde bekannt, dass Friesachers Sponsorgelder von der Kärntner Landesregierung unter Jörg Haider möglicherweise aus Bestechungsgeldern von russischen Industriellen stammten, die dafür die österreichische Staatsbürgerschaft erhielten.
Nach dem Ende seiner Karriere als aktiver Rennfahrer wurde Friesacher Instruktor auf dem Red-Bull-Ring in Spielberg. Des Weiteren chauffiert er Gäste im Formel-1-Zweisitzer.

## Statistik

### Karrierestationen
- 1990–1997: Kartsport
- 1998: Französische Formel Campus (Platz 3)
- 1999: Französische Formel-3-Meisterschaft, Klasse B (Platz 3)
- 2000: Deutsche Formel-3-Meisterschaft (Platz 6)
- 2001: Formel 3000 (Platz 13)
- 2002: Formel 3000 (Platz 10)
- 2003: Formel 3000 (Platz 5)
- 2004: Formel 3000 (Platz 5)
- 2005: Formel 1 (Platz 21)
- 2006: A1GP-Saison 2005/2006
- 2008: American Le Mans Series (Platz 19)

### Statistik in der Formel-1-Weltmeisterschaft

#### Gesamtübersicht
| Saison | Team            | Chassis       | Motor            | Rennen | Siege | Zweiter | Dritter | Poles | schn. Runden | Punkte | WM-Pos. |
| ------ | --------------- | ------------- | ---------------- | ------ | ----- | ------- | ------- | ----- | ------------ | ------ | ------- |
| 2005   | Minardi F1 Team | Minardi PS04B | Cosworth 3.0 V10 | 3      | –     | –       | –       | –     | –            | –      | 21.     |
| 2005   | Minardi F1 Team | Minardi PS05  | Cosworth 3.0 V10 | 8      | –     | –       | –       | –     | –            | 3      | 21.     |
| Gesamt | Gesamt          | Gesamt        | Gesamt           | 11     | –     | –       | –       | –     | –            | 3      |         |

#### Einzelergebnisse
| Saison | 1   | 2  | 3   | 4   | 5   | 6  | 7   | 8 | 9   | 10 | 11 | 12 | 13 | 14 | 15 | 16 | 17 | 18 | 19 |
| ------ | --- | -- | --- | --- | --- | -- | --- | - | --- | -- | -- | -- | -- | -- | -- | -- | -- | -- | -- |
| 2005   |     |    |     |     |     |    |     |   |     |    |    |    |    |    |    |    |    |    |    |
| 17     | DNF | 12 | DNF | DNF | DNF | 18 | DNF | 6 | DNF | 19 |    |    |    |    |    |    |    |    |    |

| Legende  | Legende            | Legende                                                          |
| Farbe    | Abkürzung          | Bedeutung                                                        |
| -------- | ------------------ | ---------------------------------------------------------------- |
| Gold     | –                  | Sieg                                                             |
| Silber   | –                  | 2. Platz                                                         |
| Bronze   | –                  | 3. Platz                                                         |
| Grün     | –                  | Platzierung in den Punkten                                       |
| Blau     | –                  | Klassifiziert außerhalb der Punkteränge                          |
| Violett  | DNF                | Rennen nicht beendet (did not finish)                            |
| Violett  | NC                 | nicht klassifiziert (not classified)                             |
| Rot      | DNQ                | nicht qualifiziert (did not qualify)                             |
| Rot      | DNPQ               | in Vorqualifikation gescheitert (did not pre-qualify)            |
| Schwarz  | DSQ                | disqualifiziert (disqualified)                                   |
| Weiß     | DNS                | nicht am Start (did not start)                                   |
| Weiß     | WD                 | zurückgezogen (withdrawn)                                        |
| Hellblau | PO                 | nur am Training teilgenommen (practiced only)                    |
| Hellblau | TD                 | Freitags-Testfahrer (test driver)                                |
| ohne     | DNP                | nicht am Training teilgenommen (did not practice)                |
| ohne     | INJ                | verletzt oder krank (injured)                                    |
| ohne     | EX                 | ausgeschlossen (excluded)                                        |
| ohne     | DNA                | nicht erschienen (did not arrive)                                |
| ohne     | C                  | Rennen abgesagt (cancelled)                                      |
| ohne     | keine WM-Teilnahme |                                                                  |
| sonstige | P/fett             | Pole-Position                                                    |
| sonstige | 1/2/3/4/5/6/7/8    | Punktplatzierung im Sprint-/Qualifikationsrennen                 |
| sonstige | SR/kursiv          | Schnellste Rennrunde                                             |
| sonstige | *                  | nicht im Ziel, aufgrund der zurückgelegten Distanz aber gewertet |
| sonstige | ()                 | Streichresultate                                                 |
| sonstige | unterstrichen      | Führender in der Gesamtwertung                                   |